# Melaleuca punicea
Melaleuca punicea là một loài thực vật có hoa trong Họ Đào kim nương. Loài này được (Byrnes) Craven miêu tả khoa học đầu tiên năm 1999.